# Reichardweber
Der Reichardweber (Ploceus reichardi) auch Reichard-Weber zählt innerhalb der Familie der Webervögel (Ploceidae) zur Gattung der Ammerweber (Ploceus).
Die Art wurde früher als konspezifisch mit dem Ruwet-Weber (Ploceus ruweti), dem Maskenweber (Ploceus velatus), dem Katangaweber (Ploceus katangae) und dem Dotterweber (Ploceus vitellinus) angesehen.
Der lateinische Artzusatz bezieht sich auf Paul Reichard.
Der Vogel kommt in Sambia und Tansania vor.
Das Verbreitungsgebiet umfasst Sümpfe im Südwesten Tansanias und im Nordosten Sambias.

## Merkmale
Die Art ist 14 cm groß. Das Männchen hat im Brutkleid hellrote Iris und eine schwarze Maske, die bis zur Stirn und über die Ohrdecken über das Kinn bis zur Kehle reicht. Scheitel und Unterseite sind dunkel orange in gelb nach hinten übergehend. Im Schlichtkleid hat das Männchen wie das Weibchen blassere Färbung, die Unterseite ist gelb bis hellgelb. Scheitel und Nacken sind grau gestrichelt mit gelbem breitem Überaugenstreif. Die Flügeldecken sind gelb-schwarz gestreift.
Die Art ist monotypisch.

## Stimme
Der Gesang des Männchens wird als unmusikalische Mischung von Schnattern und Trillern beschrieben.

## Lebensweise
Die Nahrung besteht hauptsächlich aus Samen, wohl auch Termiten.
Die Brutzeit liegt im April in Tansania und wohl im Dezember in Sambia. Die Art ist vermutlich polygam, das Männchen territorial. Es wird in großen Kolonien gebrütet.

## Gefährdungssituation
Der Bestand gilt als nicht gefährdet (Least Concern).